# ストライカー (1989年のパチンコ機)
『ストライカー』は、1989年7月にSANKYOが発売した、サッカーをモチーフにしたセンター役物の中に選手（ストライカー）が配置されているパチンコ機のシリーズ名。
ストライカーIとストライカーIIの2機種がある。

## 概要
貯留型の羽根モノタイプ。足で玉を蹴るというサッカーの最も基本的な動作を初めて役物に取り入れ、よりいっそう本物のサッカーに近い興奮を味わえるようになっている。
役物内は上段と下段のステージに分かれている。
Vゾーンへの主な入賞コースは、キックされてVゾーンへ入るというパターンが最も多いのだが、羽根に拾われた玉が直接下段へ落ちた場合、ワンバウンドしてVゾーンに入ることがあった。

## スペック
- ストライカーI
  - 賞球数 ALL13
  - 大当たり最高継続 8R
  - 最大貯留 3個
- ストライカーII
  - 賞球数 7＆13
  - 大当たり最高継続 8R
  - 最大貯留 3個

## 演出
通常時の羽根開閉時間は短く、ストライカーIが0.35秒、ストライカーIIが0.3秒である。
大当たり時は上段ステージにストッパーが出て、上段左側に最大3個まで貯留できる。貯留解除となるのは下段に落ちた玉を6個カウントするか、羽根の開閉が15回終了した時である。
貯留解除後はVゾーンが左右に動くのが特徴である。

## サウンドトラック
- 『The Pachinko Music from SANKYO』キングレコード、1989年9月8日。140A 7714。
  - BGMが収録されている。